# Стуженко Анатолій Ілліч
Стуженко Анатолій Ілліч (нар. 6 жовтня 1966, с. Білине, Балтський район, Одеська область) — український полковник,[уточнити] командир 118-ї окремої бригади територіальної оборони Збройних Сил України.

## З життєпису
Отримав вищу освіту.
Учасник антитерористичної операції на сході України протягом півтора року в складі новосформованої артилерійської бригади до формування якої був залучений та очолював один з її дивізіонів.
У 2018 році очолив 118-ту окрему бригаду територіальної оборони.

### Російське вторгнення 2022 року
31 січня 2024 року висловився за жорсткі методи мобілізації. Зокрема, він скоїв злочин, запропонувавши за непокору військовослужбовцям ТЦК прострілювати коліно.